# Banka Ocar ha-chajal
Banka Ocar ha-chajal (hebrejsky: בנק אוצר החייל, Bank Ocar ha-chajal, doslova Banka vojenské pokladny) je izraelská banka, kterou ovládá First International Bank of Israel.

## Popis
Byla založena roku 1946 ještě za britského mandátu jako finanční ústav specializovaný na bankovní služby pro židovské veterány britské armády. Později sloužila zaměstnancům izraelské armády a zbrojního průmyslu. V roce 1972 obdržela bankovní licenci s podmínkou, že dojde k navýšení jejího kapitálu. Roku 1977 do ní majetkově vstoupila Banka ha-Po'alim. V roce 1996 se stala komerční bankou pro všeobecnou, nevojenskou veřejnost. Roku 2006 majetkový podíl Banky ha-Po'alim vykoupila First International Bank of Israel, která drží 68% podíl. Zbytek akcií patří penzijnímu fondu vojenských veteránů a zaměstnaneckému fondu zbrojního průmyslu. Ředitelem je Jisra'el Trau.
Podle dat z roku 2010 byla Ocar ha-chajal osmým největším bankovním ústavem v Izraeli podle výše celkových aktiv. Ovšem není považována za majetkově samostatného hráče na trhu a patří do skupiny First International Bank of Israel, která je pátou největší izraelskou bankou.